# Julia Gallego Eraso
Julia Gallego Eraso (Irun, Guipúscoa, 14 de febrer de 1964) és una jugadora d'escacs basca, que té el títol de Mestre de la FIDE Femení.

## Resultats destacats en competició
Gallego era una de les millors escaquistes femenines d'Espanya a les darreries dels anys 70s. Va ser una vegada campiona d'Espanya femenina, l'any 1979, a Vic, i va ser subcampiona en una ocasió, l'any 1981 (la campiona fou Nieves García).
Va participar representant Espanya a les Olimpíades d'escacs en una ocasió, l'any 1982 a Lucerna, Suïssa.